# Olympische Sommerspiele 2008/Trampolinturnen
Bei den Olympischen Sommerspielen 2008 in der chinesischen Hauptstadt Peking wurden zum dritten Mal zwei Wettbewerbe im Trampolinturnen ausgetragen.
Es gab jeweils eine Entscheidung bei Frauen und Männern. Austragungsort war das Nationale Hallenstadion Peking. Insgesamt nahmen 16 Trampolinspringer und Trampolinspringerinnen in Peking teil.

## Bilanz

### Medaillenspiegel
| Platz  | Land       | Gold | Silber | Bronze | Gesamt |
| ------ | ---------- | ---- | ------ | ------ | ------ |
| 1      | China      | 2    | –      | 1      | 3      |
| 2      | Kanada     | –    | 2      | –      | 2      |
| 3      | Usbekistan | –    | –      | 1      | 1      |
| Gesamt | Gesamt     | 2    | 2      | 2      | 6      |

### Medaillengewinner
| Disziplin | Gold        | Silber         | Bronze           |
| --------- | ----------- | -------------- | ---------------- |
| Männer    | Lu Chunlong | Jason Burnett  | Dong Dong        |
| Frauen    | He Wenna    | Karen Cockburn | Yekaterina Xilko |

## Qualifikation
Die folgenden Qualifikationskriterien galten für Frauen wie Männer: Maximal zwei Teilnehmer pro NOK waren startberechtigt, sofern sich beide bei der Weltmeisterschaft 2007 in Patras unter den besten acht klassierten. Jeweils ein Startplatz ging an NOKs, von denen sich mindestens ein Athlet unter den besten 13 der WM klassiert hatte, aber kein zweiter unter den besten acht. Ein weiterer Startplatz wurde an die Gastgebernation China sowie den besten Athleten eines eventuell fehlenden Kontinents vergeben. Falls China oder mindestens vier Kontinente anhand der WM-Platzierung bereits einen Einzelstarter stellte, wurde mit den nächstplatzierten NOK der Weltmeisterschaft aufgefüllt, von denen sich noch kein Sportler qualifiziert hatte. Der 16. und letzte Startplatz wurde per Wildcard vergeben.
| Nation             | Männer | Frauen | Quotenplätze |
| ------------------ | ------ | ------ | ------------ |
| Australien         | 1      |        | 1            |
| China              | 2      | 2      | 4            |
| Dänemark           | 1      |        | 1            |
| Deutschland        | 1      | 1      | 2            |
| Frankreich         | 1      |        | 1            |
| Georgien           |        | 1      | 1            |
| Großbritannien     |        | 1      | 1            |
| Italien            | 1      |        | 1            |
| Japan              | 2      | 1      | 3            |
| Kanada             | 1      | 2      | 3            |
| Portugal           | 1      | 1      | 2            |
| Russland           | 2      | 2      | 4            |
| Tschechien         |        | 1      | 1            |
| Ukraine            | 1      | 1      | 2            |
| Usbekistan         |        | 1      | 1            |
| Vereinigte Staaten | 1      | 1      | 2            |
| Belarus            | 1      | 1      | 2            |
| Gesamt: 17 NOKs    | 16     | 16     | 32           |

## Ergebnisse

### Männer

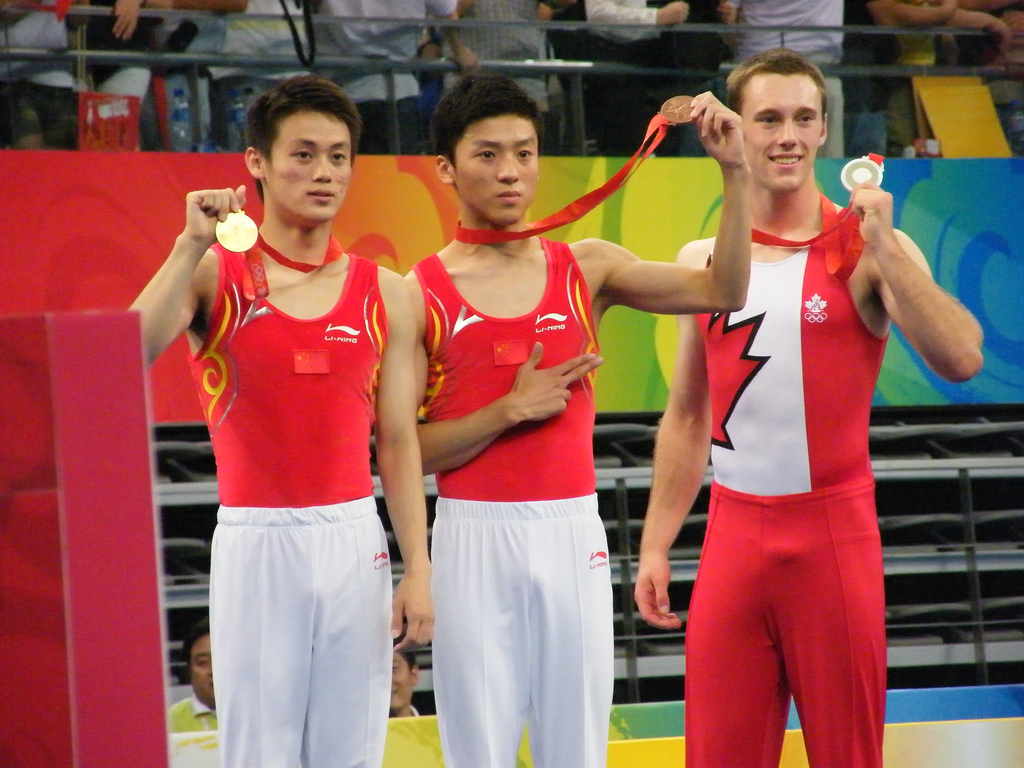
Lu Chunlong, Dong Dong und Jason Burnett (von links nach rechts)

| Platz | Land | Athlet             | Punkte |
| ----- | ---- | ------------------ | ------ |
| 1     | CHN  | Lu Chunlong        | 41,0   |
| 2     | CAN  | Jason Burnett      | 40,7   |
| 3     | CHN  | Dong Dong          | 40,6   |
| 4     | JPN  | Tetsuya Sotomura   | 39,8   |
| 5     | UKR  | Jurij Nikitin      | 39,8   |
| 6     | RUS  | Dmitri Uschakow    | 38,8   |
| 7     | RUS  | Alexander Russakow | 38,5   |
| 8     | BLR  | Mikalaj Kasak      | 38,1   |

Datum: 19. August 2008, 20:15 Uhr

### Frauen
| Platz | Land | Athletin            | Punkte |
| ----- | ---- | ------------------- | ------ |
| 1     | CHN  | He Wenna            | 37,8   |
| 2     | CAN  | Karen Cockburn      | 37,0   |
| 3     | UZB  | Yekaterina Xilko    | 36,9   |
| 4     | UKR  | Olena Mowtschan     | 36,6   |
| 5     | RUS  | Irina Karawajewa    | 36,2   |
| 6     | GEO  | Luba Golowina       | 36,1   |
| 7     | CAN  | Rosannagh MacLennan | 35,5   |
| 8     | GER  | Anna Dogonadze      | 18,9   |

Datum: 18. August 2008, 20:15 Uhr